# How a Mosquito Operates
How a Mosquito Operates (en català Com opera un mosquit) és una pel·lícula d'animació muda de 1912 del dibuixant estatunidenc Winsor McCay. El curtmetratge de sis minuts representa un mosquit gegant que turmenta un home que dorm. La pel·lícula és una de les primeres obres d'animació i la seva qualitat tècnica és considerada per davant de la de les seves contemporànies. També es coneix amb els títols The Story of a Mosquito i Winsor McCay and his Jersey Skeeters.
McCay tenia una reputació per les seves habilitats de dibuix, més recordat en els elaborats dibuixos de la historieta infantil Little Nemo in Slumberland que va començar el 1905. Va aprofundir en l'art emergent de l'animació amb la pel·lícula Little Nemo (1911), i va seguir el seu èxit adaptant un episodi de la seva historieta Dream of the Rarebit Fiend a How a Mosquito Operates. McCay va fer a la pel·lícula una història més coherent i una caracterització més desenvolupada que a la pel·lícula Nemo, amb un ritme natural, un moviment i un pes en l'animació.
How a Mosquito Operates va tenir una acollida entusiasta quan McCay la va presentar com a part del seu acte de vodevil. Va desenvolupar l'animació de personatges que va introduir a Mosquito amb la seva obra d'animació més coneguda, Gertie the Dinosaur (1914).

## Sinopsi
Un home mira al seu voltant aprensivament abans d'entrar a la seva habitació. Un mosquit gegant amb barret i maletí vola darrere seu a través d'una finestra. S'alimenta repetidament de l'home adormit, que intenta en va desfer-se'n. El mosquit finalment beu tant que explota.

## Estil
How a Mosquito Operates és un dels primers exemples d'animació traçada per línies. McCay va utilitzar un mínim de fons i va aprofitar els punts forts del mitjà cinematogràfic, llavors als seus inicis, centrant-se en l'acció física i visual dels personatges. No hi ha intertítols que interrompin les imatges silencioses.
En lloc de simplement expandir-se com un globus, ja que el mosquit beu el seu abdomen s'omple de manera natural amb la seva estructura corporal. Com més pesat es fa, amb més dificultat manté l'equilibri. En la seva excitació a mesura que s'alimenta, fa pressions al nas de l'home i llança el barret a l'aire. El mosquit té una personalitat: egoista, persistent i calculadora (com quan fa tronar la seva probòscide sobre una roda de pedra). Fa contacte visual amb els espectadors i trenca la quarta paret. McCay equilibra l'horror amb l'humor, com quan el mosquit es troba tan inflat de sang que s'ha d'asseure.

## Antecedents

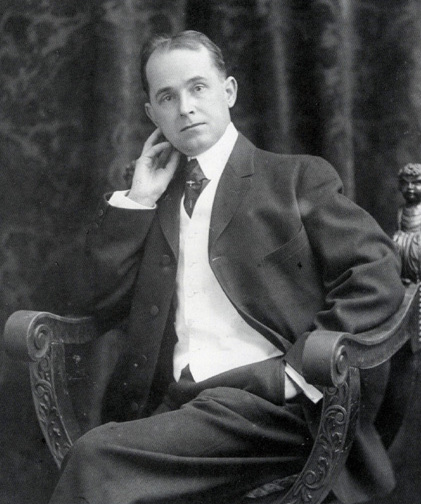
Winsor McCay s'havia construït una reputació per les seves habilitats de dibuix a les seves historietes de periòdic abans de ser pioner en l'animació.

Winsor McCay (al voltant de 1866 ó 1867–1934) va desenvolupar prodigiosament en edats primerenques les seves habilitats de dibuix amb precisió i detall. De jove es guanyava la vida dibuixant retrats i cartells en dime museums, i atragué grans multituds amb la seva capacitat de dibuixar ràpidament en públic. McCay va començar a treballar com a il·lustrador de diaris a temps complet el 1898, i va començar a dibuixar historietes el 1903. El seu major èxit en historietes va ser la fantasia infantil Little Nemo in Slumberland, que va iniciar el 1905. L'any següent, McCay va començar a actuar al circuit de Vodevil, fent representacions en que dibuixava davant d'un públic en directe.

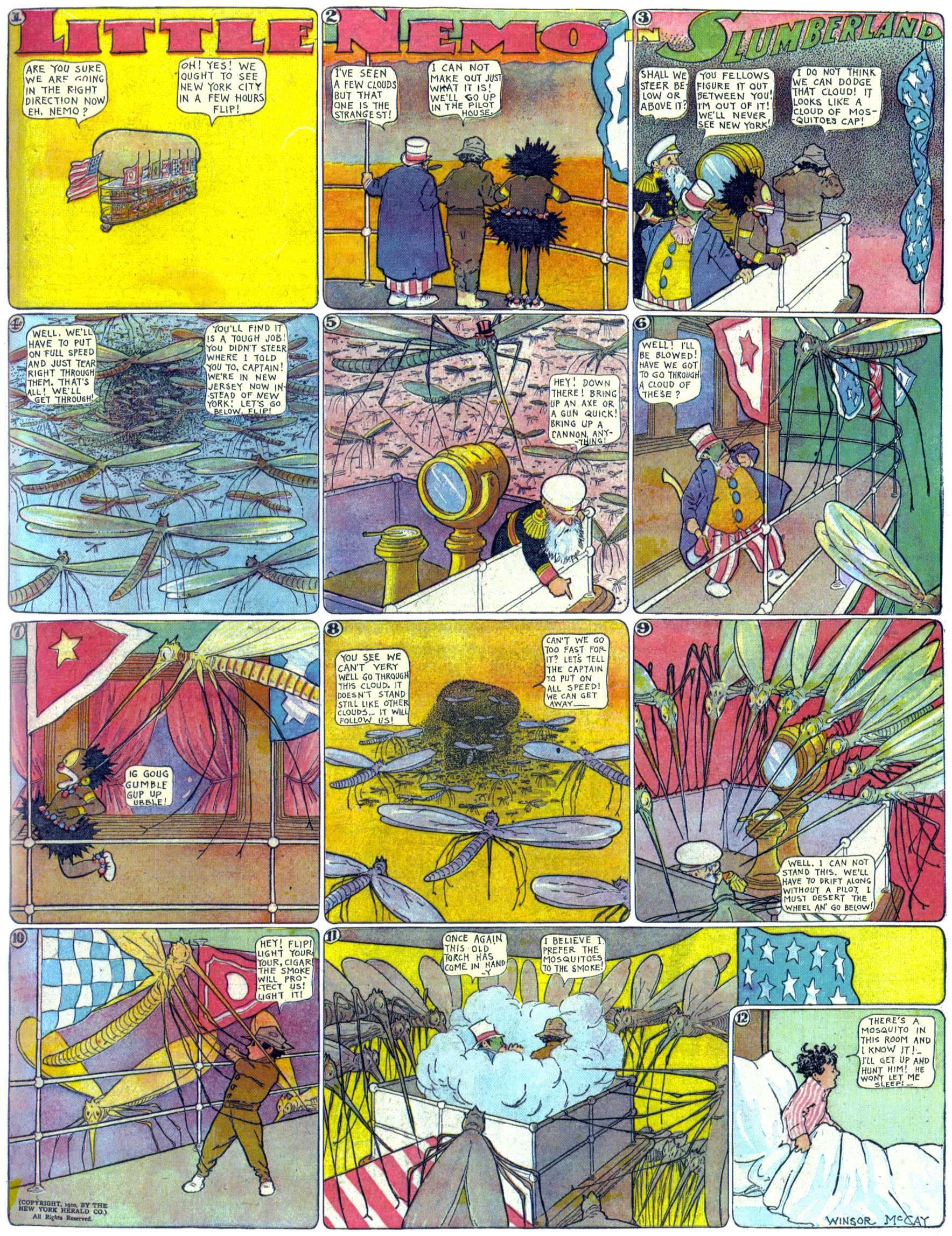
En aquest episodi de Little Nemo del 23 d'octubre de 1910 un eixam de mosquits ataca Nemo després que ell torni d'un viatge a Mart.

McCay va basar la pel·lícula en l'episodi del 5 de juny de 1909, episodi del seu còmic Dream of the Rarebit Fiend.

Inspirat en els foliscopis que el seu fill Robert va portar a casa, McCay digué que "va veure la possibilitat de fer imatges en moviment" de les seves caricatures. Es va declarar "el primer home del món a fer dibuixos animats", tot i que l'americà James Stuart Blackton i el francès Émile Cohl es trobaven entre els que ja n'havien fet anteriors, i McCay havia fotografiat el seu primer curt d'animació sota la supervisió de Blackton. McCay va presentar els seus personatges de Little Nemo en pel·lícula, que va estrenar a les sales de cinema el 1911, i el va incorporar aviat al seu acte de vodevil.
Les seqüències animades de Little Nemo no tenen trama: com els primers experiments d'Émile Cohl, McCay va utilitzar la seva primera pel·lícula per demostrar les capacitats del mitjà, amb seqüències fantasioses que demostraven moviment per compte propi. A Mosquito volia una major credibilitat i una acció extravagant equilibrada, amb sincronització, moviment i pes naturalistes. Com que ja havia demostrat en la seva primera pel·lícula que es podien fer imatges que es moguessin, en la segona va introduir una història senzilla.
Actuacions de vodevil i revistes d'humor, bromejaven generalment sobre els grans mosquits de Nova Jersey que van anomenar "Jersey skeeters", i McCay havia utilitzat mosquits en les seves historietes, incloent-hi a un episodi de Little Nemo. McCay va prendre la idea de la pel·lícula a partir d'un episodi del 5 de juny de 1909, un episodi de la seva historieta Dream of the Rarebit Fiend, en què un mosquit (sense barret ni maletí) beu sang d'un alcohòlic fins que es troba tan inflat i borratxo que no pot volar.

## Producció i estrena
McCay va començar a treballar en la pel·lícula el maig de 1911. Poc després, va abandonar l'ocupació al New York Herald pels diaris de William Randolph Hearst, signe de la seva creixent estrella. Una publicació de la revista al juliol va anunciar una "imatge en moviment, que contenia sis mil esbossos... serà un 'llançament' per a vodevil la propera temporada del Sr. McCay. La pel·lícula portarà el nom de How a Mosquito Operates."
McCay va fer els 6.000 dibuixos en paper d'arròs translúcid. La pel·lícula va arribar abans del desenvolupament de l'animació en cel, en la qual els animadors dibuixen en làmines clares de cel·luloide i les posen sobre fons estàtics. Així, a cada dibuix, McCay va haver de redibuixar el fons, que sembla que vacil·li lleugerament a causa de la dificultat de reproduir-lo perfectament cada vegada. McCay va reutilitzar alguns dels dibuixos per fer accions repetides, una tècnica que va utilitzar una vegada a Little Nemo i més extensament a les seves pel·lícules posteriors.
McCay va acabar de dibuixar la pel·lícula el desembre de 1911. Va caure una tempesta de neu quan havia de portar els dibuixos a Vitagraph Studios per fotografiar-los, de manera que va contractar un carruatge de cavalls tancat perquè els portés allà. Va desaparèixer i pocs dies després la policia va trobar el carruatge abandonat amb els dibuixos intactes al seu interior, amb els cavalls a una distància de dos a tres quilòmetres. El primer intent de rodar l'obra va derivar en quantitats inacceptables de parpelleig a causa de la il·luminació per arc que utilitzava l'estudi i es van tornar a fotografiar. El treball finalitzat va arribar als 600 peus (uns 183 metres) de pel·lícula.
How a Mosquito Operates es va estrenar el gener de 1912 com a part de l'acte de vodevil de McCay, amb el què va fer gira durant la primavera i l'estiu. El productor de cinema Carl Laemmle va comprar els drets de distribució sota la restricció que no exhiria la pel·lícula als Estats Units mentre McCay no l'hagués acabat d'utilitzar en el seu acte de vodevil. Universal-Jewel va estrenar la pel·lícula el 1916 amb el títol Winsor McCay and his Jersey Skeeters, i de vegades s'ha anomenat The Story of a Mosquito.
En un pròleg perdut d'acció en viu, McCay i la seva filla, "presagiats per morts per mosquits" a la seva llar d'estiu a Nova Jersey, troben un professor que parla el llenguatge dels insectes. El professor diu a McCay que "faci una sèrie de dibuixos per il·lustrar el funcionament mortal de l'insecte" i després de mesos de treball, McCay convida el professor a veure la pel·lícula.

## Recepció i llegat
How a Mosquito Operates es va estrenar en un moment en què la demanda d'animació del públic superava la capacitat dels estudis per a subministrar-la. Segons l'animador Chris Webster, en un moment en què la majoria d'estudis lluitaven perquè l'animació només funcionés, McCay va mostrar un domini del mitjà i una idea de com es pot crear un moviment creïble.
La pel·lícula es va obrir a grans públics i va tenir una bona acollida. El Detroit Times va descriure com el públic va riure fins que va plorar, i "[anant] cap a casa sentien que [ells] havien vist un dels millors programes" de la història del teatre. El diari va anomenar la pel·lícula "un meravellós arranjament de dibuixos de colors", fent referència a la seqüència explosiva final, que McCay havia pintat a mà en vermell (les versions de colors d'aquesta seqüència no han sobreviscut). El Morning Telegraph de Nova York va remarcar, "les imatges commovedores dels dibuixos [de McCay] han fet que fins i tot els magnats del cinema es quedin meravellats amb la seva astúcia i humor". El públic va trobar la seva animació tan realista que van suggerir que havia traçat els personatges de fotografies o recorregut a trucs utilitzant cables:
| «                                                   | (anglès) I drew a great ridiculous mosquito, pursuing a sleeping man, peeking through a keyhole and pouncing on him over the transom. My audiences were pleased, but declared the mosquito was operated by wires to get the effect before the cameras. | (català) Vaig dibuixar un gran mosquit ridícul, perseguint un home que dormia, fent una ullada per un forat del pany i donant-li un cop de puny sobre la llinda. Els meus públics van estar satisfets, però van declarar que el mosquit era operat per cables per aconseguir l'efecte davant les càmeres. | » |
| — Winsor McCay "From Sketchbook to Animation", 1927 | | |   |

Per tal de demostrar que no havia utilitzat aquests trucs, McCay va triar una criatura per a la seva propera pel·lícula que no es podria haver fotografiat: un Brontosaure. La pel·lícula, Gertie the Dinosaur, es va estrenar com a part del seu acte de vodevil el 1914. Abans de donar a conèixer Gertie, va donar a conèixer el tema de la pel·lícula en entrevistes en què va parlar del potencial de l'animació per a "treballs seriosos i educatius".
La primera pel·lícula de l'animador americà John Randolph Bray, The Artist's Dream, va aparèixer el 1913; alterna seqüències en viu i animades i presenta un gos que explota després de menjar massa embotits. Tot i que aquests aspectes recorden les dues primeres pel·lícules de McCay, Bray va dir que desconeixia els esforços de McCay mentre treballava en The Artist's Dream.
Després de Mosquito, les pel·lícules d'animació tendien a basar-se en història; durant dècades poques vegades van cridar l'atenció sobre la tecnologia en què s'hi basa, i les seqüències d'acció en directe esdevenien poc freqüents. L'animador i biògraf de McCay, John Canemaker, va felicitar a McCay per la seva capacitat per dotar un mosquit amb caràcter i personalitat, i va declarar que la qualitat tècnica de l'animació de McCay es trobava molt per davant del seu temps, inigualable fins que els estudis Disney van guanyar protagonisme en els anys 1930 amb pel·lícules com La Blancaneu i els set nans (1937).